# Peninsular
Se denomina peninsular a lo geográficamente relativo a una península, particularmente al habitante de una zona o poblado ubicado en ella. Su uso en el contexto del habla común y la bibliografía hispanohablante, tanto literaria como historiográfica, peninsular es el nombre con el que se designaba a los oriundos de la península ibérica, en contraposición a los locales de territorios españoles ultramarinos en la época del imperio español. En la actualidad se emplea para diferenciar a los españoles peninsulares de los extrapeninsulares: Islas Baleares, Ceuta, Melilla y sobre todo en las islas Canarias, por su posición periférica (donde también se aplica el calificativo «godos» a los peninsulares, utilizado a veces peyorativamente, y que en ese caso indica la soberbia que se les atribuye como estereotipo).

## Peninsulares y criollos
En el pasado histórico se usaba fundamentalmente en la América española, donde el concepto se oponía social y terminológicamente a los criollos, o sea, los españoles nacidos en América de padres españoles, que compartían con los peninsulares ese rasgo de casta en la sociedad estratificada racialmente de la América virreinal española. El proceso de Independencia de la América Hispana fue en gran medida expresión de la oposición criollo/peninsular. En ese contexto era utilizado como sinónimo despectivo la denominación gachupín. El origen canario de los emigrantes a Hispanoamérica se marcaba con la denominación: «isleños».

## Guerra Peninsular
En la historiografía anglosajona, se usa el nombre Peninsular War (lit. «guerra peninsular») para el conflicto bélico y el periodo histórico (1808-1814) que en la historiografía española recibe el nombre guerra de la Independencia Española.

## Tabaco peninsular
Es el nombre de una forma de clasificar las labores de tabaco en España, para diferenciar las provenientes de Canarias y las de la península, que tienen distinta consideración fiscal. También fue una marca de cigarrillos.